# نوفودفينسك
نوفودفينسك (بالروسية: Новодвинск) هي إحدى مدن روسيا في الكيان الفدرالي الروسي أوبلاست أرخانغلسك.

## أعلام
- سيرجي بيكوف